# Австралийский бычерыл
Австралийский бычерыл (лат. Rhinoptera neglecta) — вид хрящевых рыб рода бычерылов семейства орляковых скатов отряда хвостоколообразных надотряда скатов. Эти скаты обитают в субтропических водах восточной части Индийского и в юго-западной части Тихого океана у берегов Австралии. Максимальная зарегистрированная ширина диска 86 см. Грудные плавники этих скатов срастаются с головой, образуя ромбовидный диск, ширина которого превосходит длину. Рыло массивное, плоское, передний край почти прямой с выемкой посередине. Тонкий хвост длиннее диска.
Подобно прочим хвостоколообразным средиземноморские бычерылы размножаются яйцеживорождением. Эмбрионы развиваются в утробе матери, питаясь желтком и гистотрофом. Эти скаты не представляют интереса для коммерческого промысла.

## Таксономия
Некоторые авторы считают австралийского и яванского бычерыла синонимами. Для определения валидности необходимы дальнейшие исследования. Видовой эпитет происходит от слова англ. neglicted — «пребывающий в запустении» из-за плохого состояния типового экземпляра, ныне утраченного.

## Ареал
Австралийские бычерылы являются эндемиками вод, омывающих Австралию (Северная Территория, Квинсленд и Новый Южный Уэльс).

## Описание
Грудные плавники средиземноморских бычерылов, основание которых расположено позади глаз, срастаются с головой, образуя ромбовидный плоский диск, ширина которого превышает длину, края плавников имеют форму заострённых («крыльев»). Голова широкая с расставленными по бокам глазами и двумя шишковидными лопастями на рыле. Эти скаты отличаются от прочих хвостоколообразных выступами переднего контура хрящевого черепа и субростральным плавником с двумя лопастями. Позади глаз расположены брызгальца. Кнутовидный хвост длиннее диска. На вентральной поверхности диска имеются 5 пар жаберных щелей, рот и ноздри. Максимальная зарегистрированная ширина диска 86 см.

## Биология
Подобно прочим хвостоколообразным австралийские бычерылы относятся к яйцеживородящим рыбам. Эмбрионы развиваются в утробе матери, питаясь желтком и гистотрофом. Рацион этих скатов состоит из беспозвоночных, головоногих и мелких костистых рыб.

## Взаимодействие с человеком
Австралийские бычерылы не являются объектом коммерческого промысла. Данных для оценки Международным союзом охраны природы охранный статус вида недостаточно.